# Seznam nosilcev reda za izredne zasluge Republike Slovenije
Seznam nosilcev reda za izredne zasluge Republike Slovenije.

## Seznam
2004
- Günter Verheugen: »za izjemne zasluge in prispevek pri vzpostavljanju, razvijanju in krepitvi odnosov, pomembnih za mednarodno uveljavljanje in vključevanje Republike Slovenije v evropske povezave, na diplomatskem mednarodnem področju«.
- Njegovo veličanstvo švedski kralj Karel XVI. Gustav: »za zasluge pri razvijanju in utrjevanju prijateljskih meddržavnih odnosov med Republiko Slovenijo in Kraljevino Švedsko«.
- Njeno veličanstvo švedska kraljica Silvia: »za zasluge pri utrjevanju slovensko-švedskega prijateljstva in za vsa dejanja na humanitarnem področju«.
- Dr. Javier Solana Madariaga: »za izjemne zasluge in osebni prispevek pri vzpostavljanju, razvijanju in krepitvi odnosov, pomembnih za mednarodno uveljavljanje in vključevanje Republike Slovenije v evroatlantske povezave, na diplomatskem mednarodnem področju«.

2005
- Lord George Islay MacNeill Robertson: »za zasluge in osebni prispevek pri vzpostavljanju, razvijanju in krepitvi odnosov med Republiko Slovenijo in Severnoatlantskim zavezništvom, na diplomatskem mednarodnem področju«.
- Dr. Helmut Kohl: »za izjemen prispevek k mednarodnemu priznanju Republike Slovenije ter vsestransko podporo pri razvoju in krepitvi odnosov med Republiko Slovenijo in Zvezno republiko Nemčijo med njegovim kanclerstvom, na diplomatskem mednarodnem področju«.
- Ferenc Mádl, predsednik Republike Madžarske: »za zasluge pri vsestranskem razvijanju in utrjevanju prijateljskih odnosov med Republiko Slovenijo in Republiko Madžarsko«.
- Romano Prodi: »za izjemne zasluge, dejanja in osebni prispevek v dobro Republiki Sloveniji pri njenem vključevanju v Evropsko unijo in uveljavljanju v mednarodni skupnost, na diplomatskem mednarodnem področju«.

2006
- dr. Jože Pučnik (posmrtno): »velikemu Slovencu in humanistu za življenjski prispevek k demokratizaciji, osamosvajanju in mednarodnemu priznanju Slovenije«.
- David Oddsson: »za izredne zasluge za pomoč Republiki Sloveniji pri mednarodnem priznanju in vključevanju v Severnoatlantsko zavezništvo, na diplomatskem mednarodnem področju«.
- Njegova presvetla visokost monaški knez Albert II.: »za zasluge pri krepitvi prijateljskih odnosov med Republiko Slovenijo in Kneževino Monako ter prispevek k številnim človekoljubnim dejavnostim za mir in blaginjo na svetu«.
- Tassos Papadopoulos: »za zasluge pri razvijanju in utrjevanju prijateljskih odnosov med Republiko Slovenijo in Republiko Ciper, za tvorno sodelovanje in vzajemno podporo pri včlanjevanju v Evropsko unijo in prispevek k vzpostavljanju dobrega sodelovanja v mednarodnih organizacijah, na diplomatskem mednarodnem področju«.

2008
- Njeno veličanstvo kraljica Elizabeta II.: »za zasluge pri razvijanju in utrjevanju prijateljskih meddržavnih odnosov med Republiko Slovenijo in Združenim kraljestvom Velike Britanije in Severne Irske, za prispevek k utrjevanju mednarodnega miru ter za številna človekoljubna dejanja«.
- prof. dr. France Bučar: »za izjemno družbeno, politično in znanstveno delovanje, ki je prispevalo h krepitvi suverenosti, blaginje, ugleda in napredka Slovenije«.

2009
- Univerza v Ljubljani: »ob njeni 90. obletnici obstoja in delovanja ter za velik prispevek na pedagoškem, znanstvenoraziskovalnem in umetniškem področju«.
- Jaap de Hoop Scheffer: »za zasluge pri krepitvi mednarodnega miru in varnosti«.

2010
- Njena ekscelenca predsednica Republike Finske Tarja Kaarino Halonen: »za zasluge pri utrjevanju mednarodnega sodelovanja in prijateljskih meddržavnih odnosov med Republiko Slovenijo in Republiko Finsko«.

2011
- Njegova ekscelenca predsednik Italijanske republike Giorgio Napolitano: »za utrjevanje mednarodnega sodelovanja med Republiko Slovenijo in Italijansko republiko ter ustvarjanje novih priložnosti za krepitev prijateljstva in povezovanja obeh držav za skupno evropsko prihodnost«.
- Njegova ekscelenca predsednik Avstrije Heinz Fischer: »za zasluge pri uresničevanju suverenosti Republike Slovenije ter njenega ugleda in napredka ter za vsestransko podporo pri krepitvi odnosov in razumevanju med narodoma Republik Slovenije in Avstrije«.
- Olafur Ragnar Grimsson: »za zasluge pri razvijanju in utrjevanju prijateljskih meddržavnih odnosov med Republiko Slovenijo in Islandijo, za prispevek k utrjevanju mednarodnega miru, varnosti in sodelovanja ter za tvorni prispevek k reševanju globalnih problemov«.
- Njegova ekscelenca Norveški kralj Harald V: »za zasluge pri razvijanju in utrjevanju prijateljskih odnosov med Republiko Slovenijo in Kraljevino Norveško na bilateralni in na multilateralni ravni, za prispevek k utrjevanju mednarodnega miru, demokracije, varnosti in stabilnosti ter za tvorni prispevek k reševanju globalnih razvojnih problemov«.
- Njegova ekscelenca Norveška kraljica Sonja: »za njen prispevek k utrjevanju vrednot sodobne solidarne družbe enakih možnosti doma in na mednarodni ravni ter za njeno podporo uveljavljanju načel družbene odgovornosti in pravičnosti«.

2013
- Slovenska akademija znanosti in umetnosti ob 75-letnici delovanja, za izjemen prispevek k spodbujanju in pospeševanju znanosti in umetnosti.

2014
- Njegova ekscelenca predsednik Zvezne republike Nemčije Joachim Gauck: »za zasluge pri krepitvi političnega dialoga in utrjevanju prijateljskih meddržavnih odnosov na bilateralni in multilateralni ravni med Republiko Slovenijo in Zvezno republiko Nemčijo ter za vsestransko podporo demokratičnim in združevalnim procesom v Evropi«.

2015
- Nekdanji predsednik Evropskega sveta Herman Van Rompuy: »za prispevek k razvoju Evropske unije in posebno skrb za enakopravnost narodov Evropske unije«.

2016
- Predsednik Češke republike Miloš Zeman: »Za dolgoletno naklonjenost Republiki Sloveniji, utrjevanju prijateljskih odnosov in vključevanju Slovenije v srednjeevropske povezave«.
- Predsednik Ukrajine Petro Porošenko: »za zasluge pri krepitvi političnega dialoga in utrjevanju prijateljskih meddržavnih odnosov na dvostranski in večstranski ravni med Republiko Slovenijo in Ukrajino«.
- Knez in veliki mojster Suverenega malteškega viteškega reda Fra Matthew Festing: »v petindvajsetem letu vzpostavitve diplomatskih odnosov med Republiko Slovenijo in Suverenim vojaškim hospitalnim redom svetega Janeza iz Jeruzalema, Rodosa in Malte, za neprecenljiv prispevek Reda k mozaiku globalne humanitarne dejavnosti, ki ga uresničuje tudi kot stalni opazovalec pri Organizaciji združenih narodov, ter za človekoljubno pomoč, ki jo je nudil Sloveniji, nazadnje v času begunske krize«.
- Predsednik Republike Bolgarije Rosen Plevneliev: »za prispevek h krepitvi slovensko-bolgarskega sodelovanja na dvostranski in večstranski ravni ter za konstruktivno delovanje v Evropski uniji«.
- Predsednica Republike Litve Dalia Grybauskaitė: »za podporo Republiki Sloveniji pri vključevanju v mednarodno skupnost, utrjevanje prijateljskih odnosov in izvrstno sodelovanje v Evropski uniji«.

2019
- Univerza v Ljubljani: »ob 100. obletnici obstoja za prispevek k duhovnemu in kulturnemu razvoju slovenskega naroda, uveljavitvi slovenskega jezika ter za vrhunske dosežke na področju znanosti in izobraževanja«.
- Predsednica Republike Estonije Kersti Kaljulaid: »za prispevek pri razvijanju prijateljskih vezi med Slovenijo in Estonijo ter krepitvi vsestranskega sodelovanja in povezovanja obeh držav za družno, na skupnih vrednotah temelječo in varno evropsko prihodnost«.
- Predsednik Republike Latvije Raimonds Vejonis: »za prispevek h krepitvi prijateljskih odnosov med Slovenijo in Latvijo ter vsestranskega sodelovanja in povezovanja obeh držav za skupno in varno evropsko prihodnost«.
- Predsednik Republike Ciper Nicos Anastasiades: »za zasluge k vzpostavljanju prijateljskih vezi med Republiko Slovenijo in Ciprom ter za krepitev povezovanja obeh držav za skupno evropsko prihodnost«.

2020
- Boris Pahor: »za življenjski prispevek k razumevanju in povezovanju narodov Evrope in za nepopustljivo zavzemanje za slovenstvo in demokracijo«.

2021
- Predsednica Helenske republike Katerina Sakellaropoulou: »za prispevek k razvijanju prijateljskih vezi med Republiko Slovenijo in Helensko republiko ter krepitvi vsestranskega sodelovanja in povezovanja obeh držav, na skupnih vrednotah temelječo in varno evropsko prihodnost.«
- Predsednik Italijanske republike Sergio Mattarella: »osebne zasluge za poglobitev prijateljskih vezi med Republiko Slovenijo in Italijansko republiko in vzorno skrb za skupno evropsko prihodnost.«